# Metapenaeopsis sinica
Metapenaeopsis sinica is een tienpotigensoort uit de familie van de Penaeidae. De wetenschappelijke naam van de soort is voor het eerst geldig gepubliceerd in 1988 door Liu & Zhong.